# Circondario di Isernia
Il circondario di Isernia era uno dei circondari in cui era suddivisa la provincia di Campobasso.

## Storia
Con l'Unità d'Italia (1861) la suddivisione in province e circondari stabilita dal decreto Rattazzi fu estesa all'intera penisola.
Il circondario di Isernia venne soppresso nel 1926 e il territorio assegnato alla provincia di Campobasso.

## Geografia antropica

### Suddivisioni amministrative
Nel 1863, la composizione del circondario era la seguente:
- mandamento I di Agnone
  - comuni di Agnone; Belmonte del Sannio; Caccavone; Castelluccio in Terrino; Pietrabbondante
- mandamento II di Boiano
  - comuni di Boiano; Campochiaro; Guardiaregia; San Massimo; San Polo
- mandamento III di Cantalupo
  - comuni di Cantalupo; Castelpizzuto; Macchiagodena; Roccamandolfi; Sant'Angelo in Grotte
- mandamento IV di Capracotta
  - comuni di Capracotta; Castel del Giudice; Pescopennataro; San Pietro Avellana; Sant'Angelo del Pesco
- mandamento V di Carovilli
  - comuni di Carovilli; Chiauci; Pescolanciano; Vastogirardi
- mandamento VI di Carpinone
  - comuni di Carpinone; Castelpetroso; Pesche; Pettoranello del Molise; Sessano
- mandamento VII di Castellone
  - comuni di Castellone; Cerro al Volturno; Colli a Volturno; Pizzone; Rocchetta a Volturno; San Vincenzo al Volturno; Scapoli
- mandamento VIII di Forlì del Sannio
  - comuni di Acquaviva d'Isernia; Forlì del Sannio; Montenero Val Cocchiara; Rionero; Roccasicura
- mandamento IX di Frosolone
  - comuni di Cameli; Civitanova; Civitavecchia; Frosolone
- mandamento X di Isernia
  - comuni di Fornelli; Isernia; Longano; Macchia d'Isernia; Miranda; Monteroduni; Sant'Agapito
- mandamento XI di Venafro
  - comuni di Filignano; Montaquila; Pozzilli; Presenzano[5]; Sesto; Venafro